# Channappanapura, Chamarajanagar
Channappanapura là một làng thuộc tehsil Chamarajanagar, huyện Chamarajanagar, bang Karnataka, Ấn Độ.